# 劝导 (1995年电影)
《劝导》（英語：Persuasion）是罗杰·米歇尔执导的1995年时代剧情片，根据简·奥斯汀1817年同名小说改编。扮演女主人翁安妮·埃利奥特的英国女演员阿曼达·鲁特还是首次在院线电影亮相，希朗·漢德饰演她的意中人弗雷德里克·温特沃斯上校。剧情发生在19世纪英格兰，安妮因他人劝导拒绝温特沃斯求婚八年后，两人再度相遇相知，众配角想办设法阻挠。
改编原著的尼克·迪尔认为《劝导》立足现实、情感真挚，是奥斯汀最成熟的作品，特别是讲述两人分离与重聚的情节。奥斯汀注重描写主人翁的心理活动，迪尔与鲁特觉得有必要在表达人物心理时缩减台词。米歇尔力求避免其他同时代背景电影过于雕琢的通病，导演时建议演员不要化妆，也不要老是显得无比干净卫生。服装设计亚历山德拉·伯恩着眼令服装看上去“穿过”，为此获英國電視學院獎肯定。电影按剧情时间顺序摄制，鲁特演绎主人翁从压抑到快乐绽放的成长历程。20世纪90年代中期奥斯汀作品改编人气高涨，本片便是其一。
影片本由英国广播公司独家制作，美国波士顿WGBH电视台、法国麦勒西姆制片后来加入，为剧组加大预算，进而能在莱姆里杰斯、巴斯等小说中的地点实地取景。《劝导》1995年4月16日在英國廣播公司第二台首播，好莱坞也发现奥斯汀人气急升，索尼经典电影同年9月27日把影片投放美国院线，引起影评人关注。电影、特别是鲁特的演出普受好评，电影学者关注本片与原著的显著差异，以及片中阶级和性别主题。

## 剧情
电影以交叉剪辑镜头开场，观众可见海军舰艇搭载克罗夫特上将；谢泼德先生与丧夫的女儿克莱夫人乘马车前往凯林奇庄园；庄园主沃尔特·埃利奥特爵士债务缠身，债权人追问谢泼德父女；克罗夫特与海军同僚谈论拿破崙戰爭结局。沃尔特從男爵生活糜烂浮华，再不紧缩开支就得破产。谢泼德、沃尔特聪明的二女儿安妮·埃利奥特、沃尔特的家族友人拉塞尔夫人建议从男爵暂时迁居巴斯，把庄园租賃，满心不愿的沃尔特最后同意。
安妮曾于八年前听从他人劝导拒绝弗雷德里克·温特沃斯上校求婚，觉得他前途和人脉不理想，得知凯林奇庄园新房客是温特沃斯的姐夫克罗夫特上将后她显然很不高兴。投身拿破仑战争的温特沃斯已积累可观财富并回到英格兰，据称想找到另一半。安妮向拉塞乐夫人倾诉胸中苦闷，家中经济困顿、当年不该拒绝上校求婚。安妮去探视嫁入马斯格罗夫家族、身患疑病症的妹妹玛丽，马氏乃当地农业家族，妹夫查尔斯，其姐妹路易莎、亨利埃塔，父母马斯格罗夫夫妇轮番上阵，向安妮诉说玛丽各种不是。
温特沃斯上校与马氏一起吃饭，安妮为免相遇自愿留下照顾妹妹受伤的孩子，但次日吃早餐时姐妹俩都突然遇到温特沃斯，他和安妮自从当年求婚未果后一直没有见面。安妮事后听闻温特沃斯说她变化很大，“一点儿都认不出来”。马氏家族不知道温特沃斯曾向安妮求婚，路易莎和亨利埃塔都想嫁给他。温特沃斯当年求婚被拒深感受伤，表面上看似乎在追求路易莎，安妮颇为懊恼。温特沃斯后来得知安妮多年前还在拉塞尔夫人劝导下拒绝查尔斯求婚，查尔斯随后改向玛丽求婚。
安妮、温特沃斯与马斯格罗夫家族的年轻一辈前往莱姆，探望温特沃斯在海军的老友哈维尔上校与本威克上校。路易莎为尽快投入温特沃斯怀抱从很高的台阶上跳下，但他根本没留意，路易莎摔伤头部。安妮随后前往巴斯与父亲和姐姐团聚，沃尔特准男爵与长女伊丽莎白宣称，已同埃利奥特家族爵位和财产继承人、过去声名不佳的表亲埃利奥特先生搞好关系。经过介绍，安妮和埃利奥特先生发现两人曾在莱姆短暂相遇。埃利奥特先生开始追求安妮，拉塞尔夫人对此非常满意，但安妮对他的人品一直心存疑虑。路易莎恢复后与本威克上校订婚，温特沃斯赶到巴斯后多次遇见安妮，但两人只有很短暂的交流。
安妮从老友史密斯夫人口中得知埃利奥特先生已经破产，只想迎娶安妮继承岳父遗产，据称埃利奥特为保住爵位可能与克莱夫人成婚生下男继承人。温特沃斯无意间听到安妮与哈维尔上校谈论女人的爱是何等恒久，随后致信安妮表达心中情意。安妮马上与温特沃斯见面，两人开心地牵手走过街头。温特沃斯当晚在聚会上宣布要娶安妮为妻，埃利奥特先生大吃一惊。电影最后安妮与温特沃斯登上海军舰船，幸福地相互依偎。

## 演员
- 阿曼达·鲁特饰安妮·埃利奥特
- 希朗·漢德饰弗雷德里克·温特沃斯上校
- 苏珊·弗利特伍德饰拉塞尔夫人
- 科林·雷德格瑞夫饰沃尔特·埃利奥特爵士
- 費歐娜·蕭饰克罗夫特夫人
- 约翰·伍德温饰克罗夫特上将
- 菲比·尼克尔斯饰伊丽莎白·埃利奥特
- 萨缪尔·韦斯特饰埃利奥特先生
- 苏菲·汤普森饰玛丽·马斯格罗夫
- 朱迪·康韦尔饰马斯格罗夫夫人
- 西蒙·拉塞尔·比尔饰查尔斯·马斯格罗夫
- 费莉西蒂·迪安饰克莱夫人
- 罗杰·汉蒙德饰马斯格罗夫先生
- 艾玛·罗伯茨饰路易莎·马斯格罗夫
- 维多利亚·汉密尔顿饰亨利埃塔·马斯格罗夫
- 罗伯特·格林尼斯特饰哈维尔上校
- 理查德·麦凯布饰本威克上校
- 海伦·施莱辛格饰史密斯夫人
- 简·伍德饰鲁克护士
- 大卫·科林斯饰谢泼德先生
- 达琳·约翰逊饰达尔林普夫人
- 辛纳蒙·法耶饰卡特里特小姐
- 艾萨克·麦克斯韦-亨特饰亨利·海特
- 罗杰·卢埃林饰亨利·威洛比爵士
- 萨莉·乔治饰哈维尔夫人
- 里斯·亚历山大·布朗饰安妮与温特沃斯的新生儿

## 制作

### 构想与改编

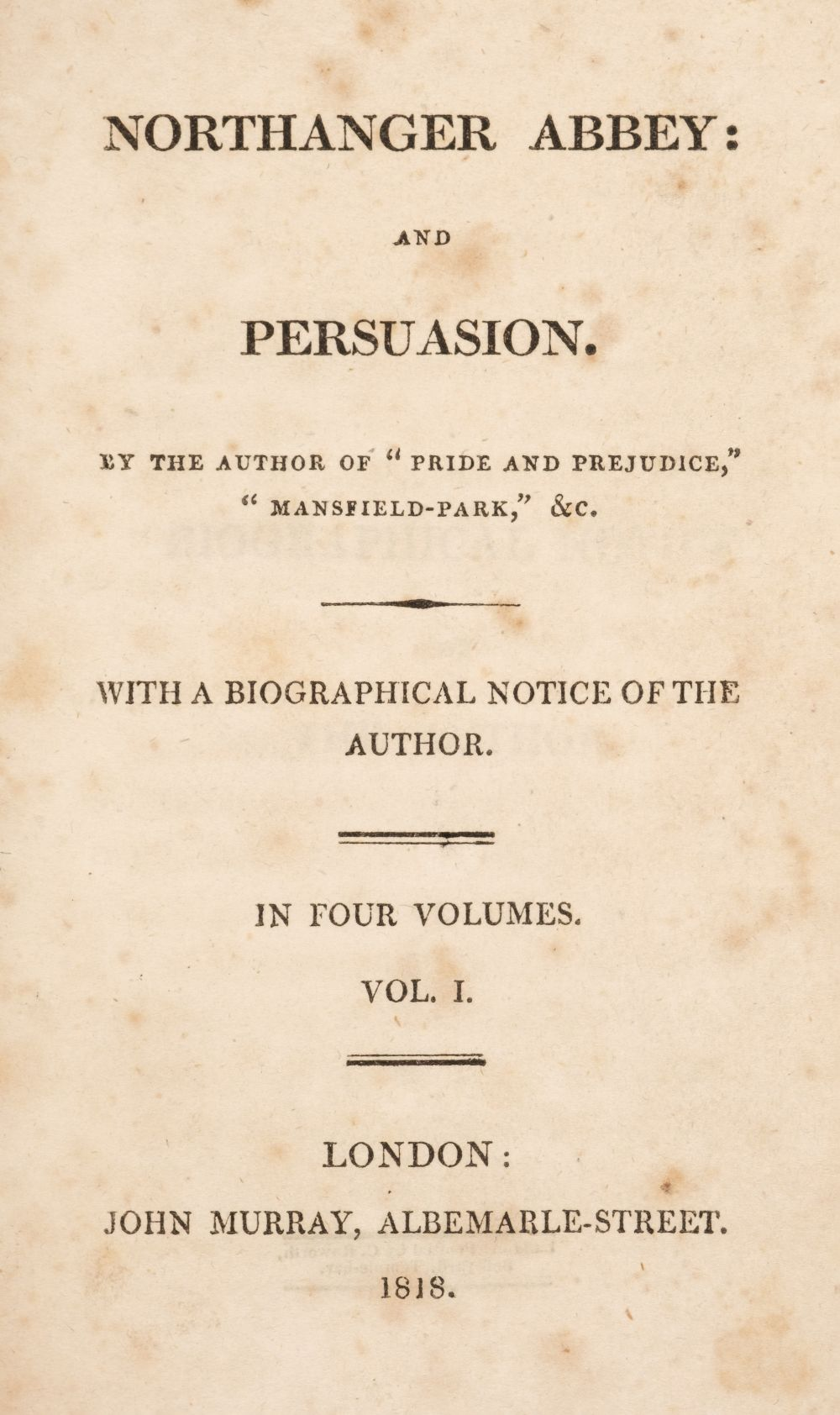
《劝导》原著封面

简·奥斯汀小说改编在20世纪90年代中期突然复兴，发行作品包括《劝导》在内有六部之多:5，传媒戏称“奥斯汀狂热”:133。改编作品热卖往往催生同类新作，但此次“奥斯汀狂热”的不同在于许多项目同时铺开，例如《劝导》就是同电视剧《傲慢与偏见》、电影《理智与情感》同期制作:100:6–7。电影学者安德鲁·席格森等人认为这纯属巧合，各项目制片人分属不同公司，没有证据表明他们通过任何约定促成如此局面:135:5–6。
英格兰制片人菲奥娜·芬莱多年来一直想把奥斯汀1817年著作《劝导》改编成电影:100，独立电视网曾于1971年把小说改编成同名电视剧，安·弗班克领衔:88。芬莱觉得小说情节“非常浪漫”，“大家都能找到共鸣点，失去已久的爱情非常感人”:140。她对尼克·迪尔在舞台剧领域的建树非常满意，特别是取材威廉·贺加斯的剧作《成功艺术》，请他改编奥斯汀的原著。迪尔起初建议取材奥斯汀的《理智与情感》或《傲慢與偏見》，但看过《劝导》后同意改编。在他看来，《劝导》作为奥斯汀最后完成的小说，比其他作品更成熟。:100
迪尔事后表示，《劝说》表面上只是“灰姑娘模式爱情故事”，但“立足现实、情感真挚”，特别是讲述两人分离与重聚的情节。改编过程困难重重，迪尔两年才写出一稿:100。忠于原著的叙事结构、主人翁在上半场几乎没有对白，“所以无法像传统核心人物那样推动剧情”都是他创作期间面临的挑战。迪尔还需努力适应奥斯汀的巧妙措辞，“一切人物特征几乎全靠角色本身传达，字里行间的机智与幽默已超出多数人能力所及。把小说翻译成电影语言非常不易，需要精雕细琢”。
罗杰·米歇尔的戏剧和电视剧导演经验丰厚，《劝导》是他首次执导电影长片:89。米歇尔从小就很喜欢奥斯汀的作品，与其他男同学截然不同：“全班男生只有我特别喜欢奥斯汀”。他觉得《劝导》是作者最动人的小说，也是她最接近自传的作品。米歇尔认为原著是“充满色欲的情色爱情故事”，导演本片时注重体现小说中的对比，如“凯林奇庄园冷冰冰的礼节，上层社会的温暖潮湿感”。皇家海军也是本片创作的关注重点，温特沃斯这类军官复员后的确在财富和经历上超人一等。导演希望通过军官复员后“与过去截然不同的语言和行为习惯”来体现文化交融。

### 选角
主人翁安妮是鲁特出演的第一个院线电影人物，她宣称“英格兰所有女演员”都曾为出演该角色努力。鲁特曾与导演在1993年电视剧《郊区佛爷》合作，她给米歇尔写信取得试镜机会后通过。。鲁特很想出演安妮这种“难驾驭”的人物，自称喜欢诠释人物“从压抑到快乐绽放的成长历程”。参与制作的美国波士顿WGBH电视台本想找更出名的演员扮演主人翁，看过鲁特的试镜表现后改变主意:102。
鲁特发现原著的叙事风格足以表达主人翁心理，但改编电影对白很少，“大部分时间必须在不开口的情况下传达一段又一段剧情。我根本没考虑技术问题，只管反复阅读（原著），设法传达其中感受。”本片按剧情时间顺序摄制，方便鲁特了解主人翁“心中不快会造成多大差异”，与片尾心境开阔后人也变美对比有多显著。在鲁特看来，安妮远比她在皇家莎士比亞劇團扮演的麦克白夫人等人物沉默。饰演弗雷德里克·温特沃斯的爱尔兰男演员塞伦·希德认为奥斯汀“深知男人心理有时多么脆弱”:155。他特别认可温特沃特工作称职，但一遇到安妮就“不善交际”的描写:155。诠释拉塞尔夫人的苏珊·弗利特伍德曾与米歇尔在《郊区佛爷》合作，她在摄制收工后不久去世，本片是她的遗作。

### 化妆与服饰

米歇尔力图避免电影太过雕琢，在化妆和服装上立足现实，上为片中截图，反映两主角的服饰与化妆

米歇尔力求忠于原著，尤其注重避免他对其他19世纪时代剧非常反感的人工雕琢痕迹。他自称“竭力想把电影拍得好像隔壁人家的故事。我想描绘真实的人，而不是梳妆、发型、地毯”。导演认为真实表现人物年龄能增强戏剧感，要求演员不要化妆，也不要总收拾得干干净净。鲁特接受采访时自称“基本没化妆，发型显然很不讨喜……感觉灯光也很刺眼，大家都不好看”。她还在另一次采访时表示，主人翁平淡无奇但还不至痛苦不堪，在生活中找到自我满足的渠道，只是身边总有人喋喋不休，影响人物情绪。鲁特认为，真实反映人物年龄是本片重要卖点。
负责本片服装的亚历山德拉·伯恩着眼令服装“立足现实”，看上去“穿过”:102。伯恩也曾投身《郊区佛爷》，《劝导》是她首次为电影设计古装。本片经常要与同期摄制的英国广播公司电视剧《傲慢与偏见》争夺服饰与道具:6，剧组后来只能从意大利和澳大利亚购买替代品:103。伯恩因本片获英國電視學院獎最佳服装设计奖。
英国电影协会旗下“银幕在线”网站刊登露易丝·沃森的文章，称本片服装与化妆有助于表现主人翁类似灰姑娘的完整转变过程。起初她为家庭牺牲的价值为人忽视，仿佛错过花期的花朵。松松垮垮的服饰暗示回绝温特沃斯后她是多么憔悴……她重拾信心如花朵般绽放，穿着得体、眼神闪亮，形象变得生机勃勃。”保莱特·理查兹指出，片中沃尔特爵士等“靠不住”的男人都身着华丽服装。现代文化的“真汉子”往往不在乎衣装，所以片中浮华对现代观众而言特别明显。:114片中温特沃斯经常穿海军制服，与布莱恩·马歇尔在1971年版改编电视剧的着装风格对比显著。制服令温特沃斯从众多男角色中脱颖而出，:155人物形象既浪漫又孤独:114。吉娜·麦克唐纳与安德鲁·麦克唐纳看法类似，称赞本片用上层阶级的奢侈时尚对比皇家海军道德品质，准确捕捉奥斯汀的讽刺笔触。与原著其他改编作品不同，片中海军人员经常身穿制服，着重体现人物职业。

### 摄制
《劝导》本是英国广播公司独家制作，预算75万英镑:100，制片商后提议与美国波士顿WGBH公共电视台合作，双方过往合作项目包括美国选集电视剧《杰作剧场》、电视剧《傲慢与偏见》等文学改编作品:89。《杰作剧场》执行制片人丽贝卡·伊顿同意与英国广播公司合作，这一定程度上是因为《劝导》 是她眼中奥斯汀最好的作品。剧组预算随之增长:100。伊顿认为本片堪称电视项目小额投资典范之作，但她事后表示如果本片由两小时电影改为六集迷你剧效果会更好。法国麦勒西姆制片也投身本片制作，换取节目在法国的电视播映权:100，影片拍摄预算至此升至一百万英镑:100。《杰作剧场》主要赞助商美孚石油也参与本片投资:5。
电影投资商众多，剧组需听取各方意见。麦勒西姆制片对片中部分内容不满，例如该司认为发生在莱姆的剧情“太无聊”，要求全部剪掉:102。波士顿WGBH向英国广播公司提供详细笔录，内容后纳入剧本:102，其中一项调整涉及结局。安妮与温特沃斯最终走到一起的高潮戏拍有两版，主要差异为是否接吻。迪尔的剧本完全忠实原著：安妮与温特沃斯在巴斯街头相聚，两人亲切交谈并牵手。伊顿认为要是等待两小时后两人连个嘴都不亲，观众“会难受、烦闷得要发疯”，“吻能提供情感宣泄”，波士顿WGBH也认为增加吻戏能让更多受众满意:140。米歇尔同意妥协并拍摄英国和美国两版，美国版两人亲吻。本片国际版海报采用美版结局画面，男女主角紧紧拥抱。部分奥斯汀作品爱好者对美版吻戏不满，鲁特对此表示：“经过长时间的悬念，临近结局你已急不可耐地想看到安妮与温特沃斯上校走到一起，急不可耐！电影毕竟是视觉传媒，或许不用看到他们上床，但亲吻应该不过分”。
与20世纪70到80年代的名著改编作品相比，英国广播公司90年代的同类作品预算显著上涨，《劝导》因此受益，剧组得以在莱姆里杰斯、巴斯、東南英格蘭乡村实地取景:165。莱姆、巴斯都是奥斯汀原著涉及的重要地点。迪尔希望片头能在与时代相符的英國皇家海軍舰艇取景，但剧组只能借到纳尔逊的勝利號戰艦。船停在旱塢，属朴茨茅斯地方博物馆，演职人员需赶在战列舰不向公众开放的短暂时间拍摄。:102:165片尾男女主角看向大海的镜头取自1984年历史题材电影《叛舰喋血记》:102:165。电影预算不高，片头克罗夫特上将乘舰艇在海上航行的镜头同样取自《叛舰喋血记》。

## 主题与分析

### 与原著的差异
迪尔因“保留原著大部分复杂情节和大量人物”赢得赞誉，但文学学者也指出电影与原著差异甚大。莎拉·莫里森发现片中安妮表达想法的部分台词绝不可能在小说出现，例如安妮探望贫穷老友史密斯夫人，为此错过体面亲戚举办的聚会，她坚定维护自身决定，但原著“非常清楚地表明，安妮决不可能站在完全平等的立场与父亲争论”。片中安妮的部分举动也为原著所无，如温特沃斯听到他人贬损海军的话后心里难受，决定离开音乐会现场，安妮匆忙前去请他留下。莫里森认为这些差异主要是因为小说改编成电影本来就很难，特别是在电影不像小说那样提供第三方讲述人物心理活动的情况下。
奥斯汀笔下人物性格微妙，本片对人物情感和部分桥段夸张处理。安妮在小说前段的聚会上像往常一样提议弹钢琴，演奏时眼中蓄满泪水，但又“非常高兴演奏”而且“没人发现”。片中这场戏增加温特沃斯马上起身给安妮让座，随即与马斯格罗夫家族姐妹花共舞的情节，安妮与其他人的区别显得更大。大卫·莫纳汉声称，原著对社会变革看法“比较激进”，例如职业阶层崛起，挑战地主阶级的新秩序。莫纳汉认为迪尔和米歇尔认同如此立场，并以视觉和动作手段强调。但片中男女主角“全心全意”相爱“严重背离”原著，是迪尔和马歇尔着眼“未来”、照顾20世纪观众情感的举措。
苏·帕里尔认为电影预算远比以往充足，演职人员得以实地取景拍摄大部分内容，充分利用实景传达象征意义、营造情绪:165。例如小说里安妮的心情受天气影响特别大:165–66。电影片头确立历史背景、埃利奥特家族面临的财务困境:166–167。雷切尔·布朗斯坦指出，影片开头就有水兵出场，导演此举旨在安抚原著面临的常见批评：没有涉及拿破仑战争。皇家海军与埃利奥特家族在片头并列出场，双方截然不同的立场形成反差，皇家海军关注拿破仑战败，埃利奥特家族却在谈论超支带来的些许不便:167。

### 阶级与性别
迪尔的剧本出版成书，序言自称描绘“世界转型”是他改编奥斯汀原著的重要原因。在他看来，小说“本质上讲的是旧秩序走向颓废，新精英统治阶层脱颖而出”。罗杰·米歇尔认为电影情节包含“后现代家族原型”：母亲撒手人寰，父亲破产，“旧社会秩序土崩瓦解”。鲁特认为安妮是女权思想时代前的女权人士，为人坚强、独立，这样《劝导》虽是古装片，现代观众仍能找到共鸣。
奥斯汀学者研究本片体现的阶级与社会变革。卡罗尔·多尔指出，20世纪90年代奥斯汀改编作品众多，只有《劝导》“坚持关注阶级议题”，“为英国阶级体系运作提供引人注目的视觉依据”。她还称，镜头注意展示仆从的面部，体现他们对各种情节不以为然的看法一定程度上有助于反映上述观念。理查兹同样认为本片在米歇尔执掌下给予下层阶级的镜头更多，片尾黑人仆从暗指阶级与地位更优越的人就是靠“殖民地财富”支撑:117。安妮-玛丽·肖尔茨指出，本片和艾瑪·湯普遜编剧的《理智与情感》都强调阶级主题但角度不同。《劝导》描绘整体阶级划分，不像《理智与情感》仅体现工薪阶层对主人翁的影响，本片镜头关注仆人与工人的脸和表情，给予他们个人特征。:140
米歇尔认为奥斯汀信仰“原女性主义”，对“世界如何对女人不利洞若观火”，例如书中安妮谈到所有指称女人善变的歌曲和谚语都是男人所作。肖尔茨声称片中安妮的地位趋于边缘化，与仆从联系在一起；安妮乘坐装牲畜的运货马车出行，尖锐反映阶级与性别主题:140。朱丽安·皮德克指出，导演“特意突出阶级与性别社会约束主题，举止优雅的社会内部古板无趣，与开阔、诱人的海洋地平线对比显著”。皮德克以安妮住在巴斯的桥段为例，住宅基本封闭，她从上层窗户凝视下方街道，想找到温特沃斯。对她来说，温特沃斯就像大海一样代表自由和可能。

## 反响

### 发行
《劝导》1995年復活節（4月16日）在英國廣播公司第二台首播，估计有380万观众收看，后在同年圣诞节（12月25日）重播:100:144。1997年4月6日，影片在美国公共广播电视公司频道播映。
伊顿在电影摄制收尾前发现好莱坞对奥斯汀和古装片趋于关注，WGBH此前从未制作院线电影，决定“在大银幕碰碰运气”。索尼经典电影看过片段后取得美国院线放映权，1995年9月27日发行，在该国属利基市场有限的“藝術電影”:97, 133–134, 154。《劝导》在1995年多倫多國際電影節和芝加哥影展放映。
电影首周在纽约收入5.6万美元，洛杉矶进账15万美元:100，美国院线票房总额526万9757美元。影片1996年还在澳大利亚、德国、法国限量上映。《劝导》整体票房表现远不及晚几个月上映的《理智与情感》:135–136。本片家用VHS录像带1996年11月12日发布，DVD版2000年2月1日面世。

### 专业评价
《劝导》上映早期没有引起多少影评人关注，但《傲慢与偏见》、《理智与情感》同年在英国大卖后情况生变，奥斯汀人气高涨，促使评论家把目光投向之前发行的电影。知名影评人高度评价本片:135，评论汇总网站爛番茄共收集29篇评论，认可度达八成六。《纽约时报》的卡琳·詹姆斯认为本片堪称“影评人之选”，“演员全面跟进奥斯汀温馨又犀利的风格”。杰伊·卡尔在《波士頓環球報》发文赞赏鲁特的演出，认为她的电影处女作人物寡言少语，但表现非常出彩，令人“心脏忘记跳动”。
《华盛顿邮报》刊登戴森·豪的文章，赞扬影片“美妙而从容的精致，任何关注电影制作的人都知道，体现奥斯汀的才华需要投入时间和耐心。”在他看来，本片表演可靠，方向把握精准，剧本巧妙而灿烂，堪称灵感四射。。肯·塔克在《娱乐周刊》为本片打分“A–”（最高A+），声称没看过原著的观众也会对本片着迷。他赞扬《劝导》激情四射、把握精准，足以提醒观众奥斯汀为何至今仍是如此大家。19世纪文学教授苏珊·奥斯特罗夫·魏瑟称本片“忠实演绎奥斯汀的世界”，鲁特扮演的安妮非常聪慧，对人物的懊悔与失意表达准确、巧妙，堪称影片“皇冠上的珠宝”。2008年，詹姆斯·兰普顿在《獨立報》发文，把本片排在史上所有奥斯汀改编作品第四位。
影评人把本片和《理智与情感》对比，后者在好莱坞赢得的荣誉和认可更多:201，高端市场评论家称赞《劝导》更真实体贴地再现奥斯汀世界:140, 158。《纽约时报》的珍妮特·马斯林认为，本片的巧妙与精辟更有说服力，是设想最周到的奥斯汀改编作品，《理智与情感》无法相比。《洛杉磯時報》称《劝导》“最真实的英国版，也是最接近小说精髓的版本”，《理智与情感》则是“奥斯汀最讨好观众的好莱坞版，表现温和、以取悦观众为目标”。《時代雜誌》认为两部电影都是1995年的杰作，其中《劝导》更含蓄，《理智与情感》更热闹。席格森分析两部电影时指出，《劝导》对现实感把握精准、坚韧，对《曼斯菲尔德庄园》（1999年）、《珍奧斯汀少女日記》（2007年）等奥斯汀改编作品影响很大:143。

### 荣誉
| 机构           | 奖项                       | 提名人                              | 结果 |
| -------------- | -------------------------- | ----------------------------------- | ---- |
| 英国电视学院奖 | 最佳服装设计               | 亚历山德拉·伯恩                     | 獲獎 |
| 英国电视学院奖 | 最佳设计                   | 威廉·达德利、布莱恩·赛克斯          | 獲獎 |
| 英国电视学院奖 | 最佳化妆                   | 简·斯佩克                           | 提名 |
| 英国电视学院奖 | 最佳原创电视配乐           | 杰瑞米·萨姆斯                       | 獲獎 |
| 英国电视学院奖 | 虚构、娱乐类最佳摄影与照明 | 约翰·戴利                           | 獲獎 |
| 英国电视学院奖 | 最佳单剧                   | 菲奥娜·芬莱、罗杰·米歇尔、尼克·迪尔 | 獲獎 |
| 國家評論協會   | 十大佳片                   | 《劝导》                            | 獲獎 |
| 皇家电视学会   | 服装设计                   | 亚历山德拉·伯恩                     | 獲獎 |
| 皇家电视学会   | 艺术指导                   | 威廉·达德利、布莱恩·赛克斯          | 獲獎 |
| 皇家电视学会   | 团队奖                     | 《劝导》                            | 獲獎 |